# Grandia
Grandia é um RPG criado pela Game Arts. Foi lançado para Sega Saturn em 1997 e posteriormente para Playstation em 1999.
O título ficou em produção por mais de 3 anos, e ao ser lancado foi chamado de grandioso e colocado lado a lado com Final Fantasy 7 da Square, um dos maiores RPGs já lançados de todos os tempos.

## História
A trama gira em torno de Justin, um apaixonado por aventuras que decide sair de sua cidade natal em uma jornada para desvendar o mistério do conhecimento herdado de uma civilização antiga. Com o desenrolar do enredo vários personagem se juntam a ele numa batalha contra o General Baal e sua ambição de acabar com o mundo utilizando o poder dos Ancients. Tudo numa aventura longa e envolvente do início ao fim.

## Gráficos
Os gráficos em Grandia seguem o modelo com cenários 3D e personagens em sprites 2D. Os cenários são vastos e muito detalhados, com texturas excelentes. Já os sprites possuem vários quadros de animações para exploração, enquanto que nas batalhas ingredientes como magias e outros se juntam na tela ao mesmo tempo dando uma grande ambientação como um todo. O título ainda dispõe de cenas de anime no decorrer da história que dão um toque refinado ao game.

## Jogabilidade
A jogabilidade é outro ponto forte em Grandia. O personagem interage com vários objetos nas cidades e dungeons, além do fato de as batalhas não serem aleatórias proporcionando ao jogador a opção de escolher se quer ou não lutar, uma vez que os inimigos são visíveis no mapa. O jogo possui 8 personagens jogáveis com habilidades diversificadas e há também uma grande variedade de equipamentos e magias.

## Som
Um dos pontos mais marcantes em Grandia são suas músicas épicas que rolam ao longo dos 2 cds, de excelentes composições e uma grande variedade, contando ainda com uma nova música de batalha no segundo CD. Os efeitos sonoros são de grande nível tanto na cidades e mapas como nas batalhas, além de os personagens possuírem várias falas dubladas durante a aventura, mostrando um trabalho cuidadoso da produtora também neste tão importante ponto.

## Sucesso e Continuações
O sucesso de Grandia foi imediato, considerado por muitos até hoje um grande clássico detentor de um sistema inovador e cativante. O jogo teve seqüência no Dreamcast, Grandia 2 em 2000 e também Playstation 2. Grandia 3  saiu para Playstation 2 em 2005, ambos com histórias e personagens novos.